# Kaplityny
Kaplityny (deutsch Kaplitainen) ist ein Ort in der polnischen Woiwodschaft Ermland-Masuren. Er gehört zur Gmina Barczewo (Stadt-und-Land-Gemeinde Wartenburg in Ostpreußen) im Powiat Olsztyński (Kreis Allenstein).

## Geographische Lage
Kaplityny liegt am Kanał Elżbiety (Elisabeth-Kanal) im Westen der Woiwodschaft Ermland-Masuren, zehn Kilometer nordöstlich der Kreis- und Woiwodschaftshauptstadt Olsztyn (deutsch Allenstein).

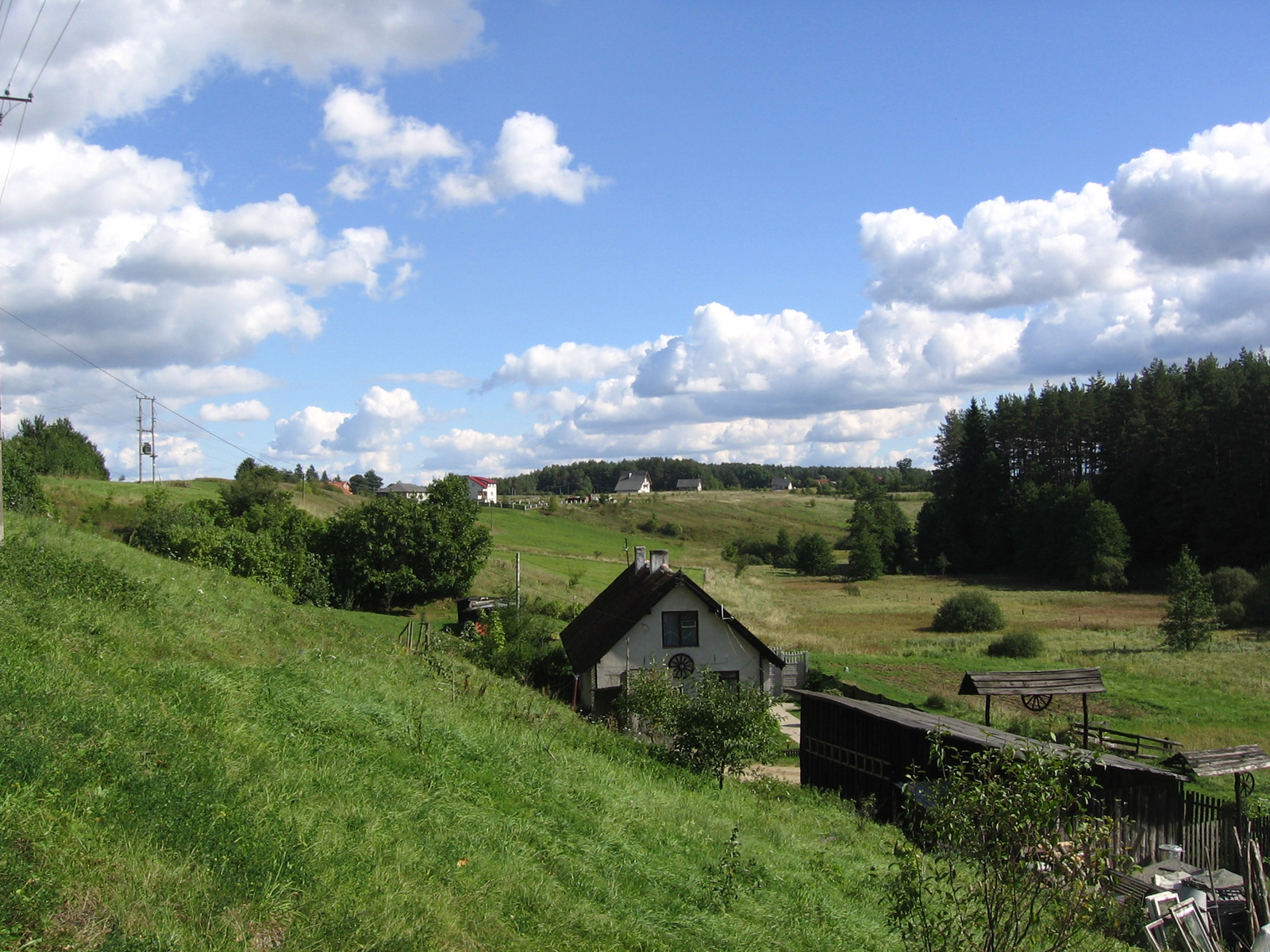
Blick auf Kaplityny

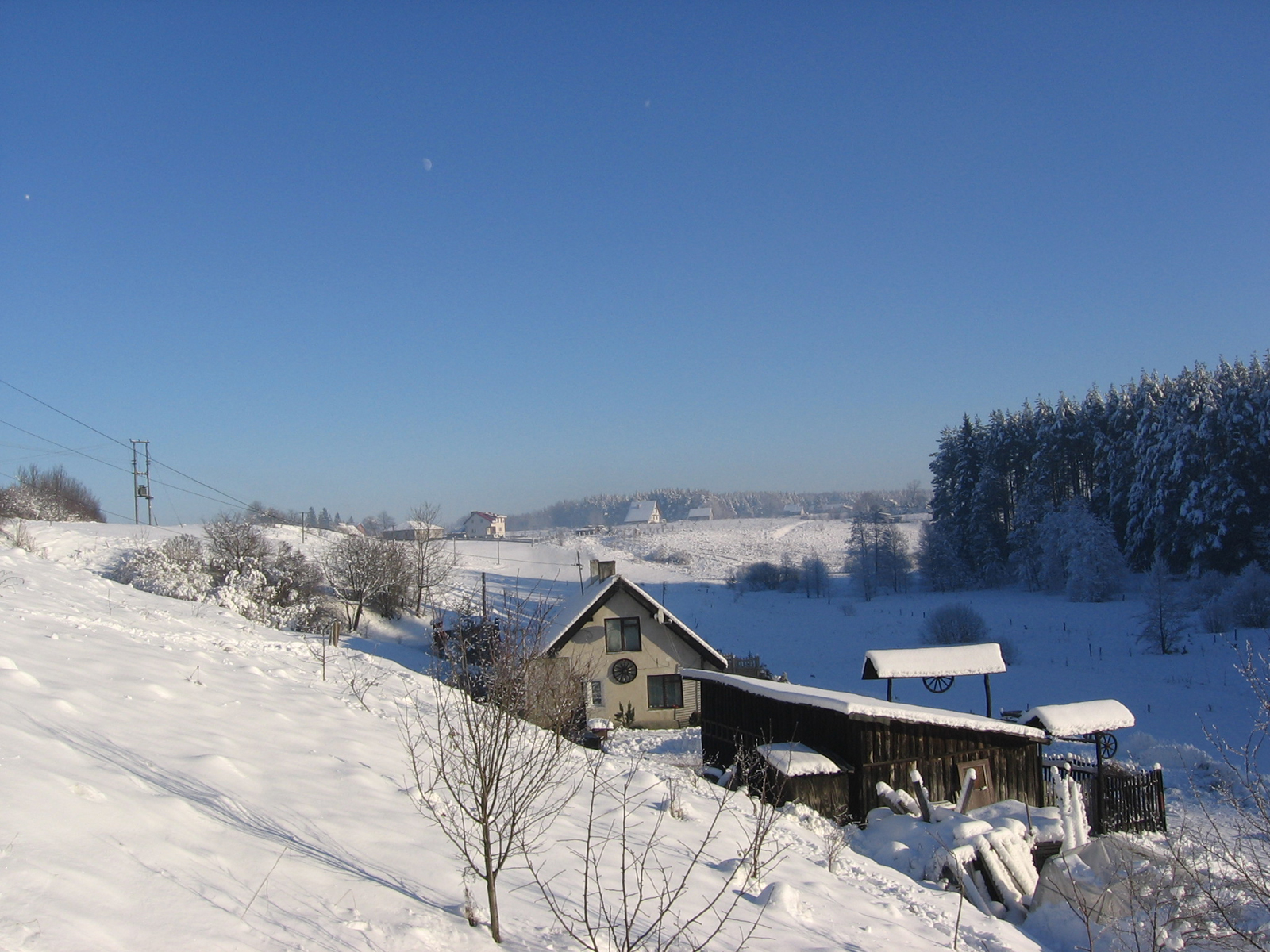
Der gleiche Blick – im Winter

## Geschichte
Gegründet wurde das damalige Caypletain Im Jahre 1483. In seinem Kern bestand der dann Caplitainen genannte Ort aus verstreut liegenden kleinen Höfen und Gehöften. Im Jahre 1409 wurde die Handfeste erneuert. 1785 wurde das „königliche Bauerndorf“ im Amt Wartenburg im Kreis Heilsberg mit 17 Feuerstellen erwähnt, 1820 wurden 21 Feuerstellen bei 90 Einwohnern genannt. Die Volkszählung am 3. Dezember 1861 ergab 18 Wohngebäude mit 147 Einwohnern.
Bei der Errichtung des Amtsbezirks Lengainen (polnisch Łęgajny) im ostpreußischen Kreis Allenstein wurde Kaplitainen in diesen eingegliedert.
Die Zahl der Einwohner Kaplitainens belief sich im Jahre 1910 auf 217, im Jahre 1933 auf 198 und im Jahre 1939 auf 193.
Mit der Abtretung des südlichen Ostpreußen an Polen im Jahre 1945 erhielt Kaplitainen die polnische Namensform „Kaplityny“. Das Dorf ist heute eine Ortschaft im Verbund der Stadt-und-Land-Gemeinde Barczewo (Wartenburg i. Ostpr.) im Powiat Olsztyński (Kreis Allenstein), von 1975 bis 1998 der Woiwodschaft Olsztyn, seither der Woiwodschaft Ermland-Masuren zugehörig. Kaplityny ist Sitz eines Sołectwo (Schulzenamt), dem der Nachbarort Sapunki (Klein Sapuhnen) angeschlossen ist. Die Einwohnerzahl Kaplitynys belief sich im Jahre 2011 auf 202.

## Kirche
Bis 1945 war Kaplitainen in die evangelische Kirche Wartenburg (Ostpreußen) in der Kirchenprovinz Ostpreußen der Kirche der Altpreußischen Union, außerdem in die römisch-katholische Kirche St. Anna in Wartenburg eingepfarrt.
Kaplityny gehört katholischerseits heute zur Pfarrei Łęgajny (Lengainen) im Erzbistum Ermland, evangelischerseits zur Christus-Erlöser-Kirche Olsztyn (Allenstein) in der Diözese Masuren der Evangelisch-Augsburgischen Kirche in Polen.

## Verkehr
Kaplityny liegt an der verkehrsreichen polnischen Landesstraße 16 (einstige deutsche Reichsstraße 127), die – zurzeit im Ausbau zur Schnellstraße S 16 begriffen – aus der Woiwodschaft Pommern kommend die Woiwodschaft Ermland-Masuren von West nach Ost bis an die polnisch-litauische Staatsgrenze durchzieht. Zwei Nebenstraßen aus Nachbarorten enden innerorts.
Die nächste Bahnstation Kaplitynys ist Łęgajny (Lengainen). Sie liegt an der PKP-Linie 353: Posen–Toruń (Thorn)–Olsztyn (Allenstein)–Skandawa (Skandau), die einst bis nach Tschernjachowsk (Insterburg) in der heutigen russischen Oblast Kaliningrad (Königsberger Gebiet) verlief.